# Milvus
Milvus är ett fågelsläkte i familjen hökar inom ordningen rovfåglar. AviList urskiljer två arter i släktet:
- Röd glada (M. milvus)
- Brun glada (M. migrans)